# 扬料板 (回转烘干机)

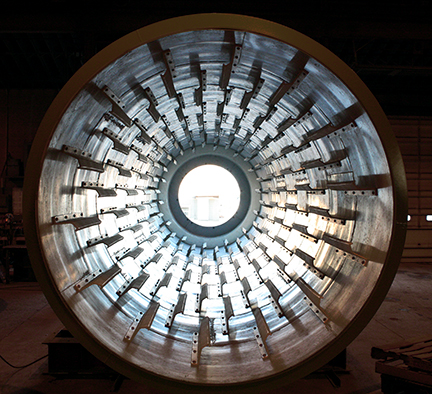
回转干燥机扬料板

扬料板，通常也称为物料提升器或铲板，用于回转烘干机和分段式冷却器，通过工艺气流使物料进行烘干。 固定在旋转滚筒的内部，这些鳍状结构将物料从滚筒底部的物料床中舀起，并在滚筒旋转时将其通过气流喷洒。这种喷洒创造了一个横跨卷筒宽度的材料幕，有助于最大限度地提高传热效率。
根据材料和工艺的需要，使用各种飞行设计和放置模式，以创建一个最大效率的扬起面，同时仍然保持产品的完整性。  